# Ezra Brown
Pour les articles homonymes, voir Brown.
Ezra Abraham "Bud" Brown (né le 22 janvier 1944 à Reading, Pennsylvanie) est un mathématicien américain actif dans les domaines de la combinatoire, la théorie algébrique des nombres, les courbes elliptiques, la théorie des graphes, les mathématiques explicatives et la cryptographie. Il a passé la majeure partie de sa carrière à Virginia Tech où il est maintenant professeur émérite de mathématiques.

## Formation et carrière
Brown obtient un BA à l'Université Rice en 1965. Il étudie ensuite les mathématiques à l'Université d'État de Louisiane (LSU), obtenant un MS en 1967 et un doctorat en 1969 avec une thèse intitulée "Representations of Discriminantal Divisors by Binary Quadratic Forms" sous la direction de Gordon Pall (en). Il rejoint Virginia Tech en 1969 en devenant professeur adjoint (1969–73), professeur agrégé (1973–81), professeur (1981–2005) et ancien professeur émérite de mathématiques et professeur émérite de mathématiques (2005–2017). Il prend sa retraite de Virginia Tech en 2017,,.

## Travaux
Brown s'est intéressé aux courbes elliptiques à LSU et cela est resté l'un de ses principaux domaines de recherche avec les formes quadratiques et la théorie algébrique des nombres en général.

## Publications (sélection)
Parmi ses livres figure The Unity of Combinatorics (MAA, 2020), co-écrit avec Richard K. Guy .
Articles
- 2018 "Five Families Around a Well: A New Look at an Old Problem" (avec Matthew Crawford) [7]
- 2015 "Many More Names of (7,3,1)]" [8]
- 2012 "Why Ellipses Are Not Elliptic Curves" (avec Adrian Rice) [9]
- 2009 "Kirkman's Schoolgirls Wearing Hats and Walking Through Fields of Numbers" (avec Keith Mellinger) [10]
- 2005 "Phoebe Floats!" Phoebe Floats! [11]
- 2004 "The Fabulous (11, 5, 2) Biplane" [12]
- 2002 "The Many Names (7,3,1)" [13]
- 2000 "Three Fermat Trails to Elliptic Curves" [14]
- 1999 "Square Roots from 1; 24, 51, 10 to Dan Shanks" [15]

Livres
- 2020 (avec Richard K. Guy ) The Unity of Combinatorics, American Mathematical Society, (ISBN 1-4704-5279-0) [16]
- 2009 (co-édité avec Arthur T. Benjamin ) Biscuits of Number Theory, MAA Publications, (ISBN 978-0-88385-340-5) [17]
- 1990 (traduction de l'allemand) Regiomontanus: His Life and Work [18]

## Prix et distinctions
- Prix Chauvenet 2022 (avec Matthew Crawford) pour "Five Families Around a Well: A New Look at an Old Problem" [7]
- 2014 MAA Sister Helen Christensen Service Award [19]
- 2013 Prix Allendoerfer (avec Adrian Rice) pour "Why Ellipses Are Not Elliptic Curves" [20]
- 2010 Prix Allendoerfer (avec Keith Mellinger) pour "Kirkman's Schoolgirls Wearing Hats and Walking Through Fields of Numbers" [20]
- 2003 Prix MAA Allendoerfer pour "The Many Names of (7,3,1)" [20]
- 2001 Prix Pólya pour "Three Fermat Trails to Elliptic Curves" [21]
- 2000 MAA Pólya Award pour "Square Roots from 1; 24, 51, 10 to Dan Shanks" [21]
- 2006 MAA Pólya Award pour "Phoebe Floats!" [21]
- 1999 MAA John M. Smith Award for Distinguished College or University Teaching [22]
- 1997 Virginia Tech Edward S. Diggs Teaching Scholar Award [5]
- Prix Omicron Delta Kappa G. Burke Johnston [5]